# De Parelduiker
De Parelduiker is een literair-historisch tijdschrift dat sinds 1996 verschijnt met een frequentie van vijf keer per jaar.
De titel is ontleend aan een motto van Multatuli: Een parelduiker vreest den modder niet.

## Inhoud
Het tijdschrift is min of meer een opvolger van het tijdschrift Het oog in 't zeil; het is dan ook een uitgave van een stichting met de gelijkluidende naam. Het richt zich vooral op literair-historische onderwerpen en niet zo zeer op literair-kritische of -theoretische onderwerpen. Het brengt met enige regelmaat specials of zelfs dubbelnummers uit die gewijd zijn aan één bepaald auteur, zoals in het verleden gebeurd is met Jeroen Brouwers, Louis Couperus, Johan Polak, J.J. Slauerhoff en Gerrit Komrij.
De Parelduiker werd in eerste instantie uitgegeven door uitgeverij Bas Lubberhuizen. Daarna kwam het onder beheer van uitgeverij Vantilt. Vanaf 2021 valt het onder Uitgeverij Van Oorschot.